# Diaura
Diaura (pisane również jako DIAURA) – japoński rockowy zespół Visual Kei liczący czterech członków, współpracujący z wytwórnią Galaxy Inc. Zespół został założony w roku 2010 przez wokalistę yo-kę (ex-Valluna i Marely,), Kei (ex-Valluna, CRIMSON, ADOLF i Bunny drug), Yuu (ex-Valluna i Marely,), później dołączył do nich basista Shoya (ex-Dizly). Zadebiutowali singlem „Shitsu Tsubasa no Seiiki”, wydanym 19 stycznia 2011. Zespół Diaura wydał swój pierwszy album Genesis 21 marca 2012, a drugi – Focus 4 grudnia 2013 roku.

## Członkowie
- yo-ka – wokal
  - data urodzenia: 31 października 1987
  - poprzednie zespoły: Icy, Marely, Valluna
- Kei (佳衣) – gitara
  - data urodzenia: 7 lutego
  - poprzednie zespoły: Bunny Drug, ADOLF, CRIMSON, Valluna

- Shoya (翔也) – gitara basowa
  - data urodzenia:31 stycznia 1992
  - poprzednie zespoły: Dizly
- Tatsuya (達也) – perkusja
  - data urodzenia 28 marca 1986
  - poprzednie zespoły: LERISE, mario netto, DIS Marionette, Ronove

Byli członkowie
- Yuu (勇) – perkusja (2010–2012)

## Dyskografia
Albumy
- Genesis (21 marca 2012)
- Focus (4 grudnia 2013)
- Triangle (26 listopada 2014)

Minialbumy
- Dictator (10 sierpnia 2011)
- Reborn (13 marca 2013)

Single
- „Shitsu Tsubasa no Seiiki” (失翼の聖域, 19 stycznia 2011)
- „Beautiful Creature” (23 marca 2011)
- „Beautiful Creature 2nd Press” (15 czerwca 2011)
- „Imperial „Core"” (12 listopada 2011)
- „Evils” (24 października 2012)
- „Whiteness” (20 lutego 2013)
- „SIRIUS/Lily” (10 lipca 2013)
- „Shitsuyoku no seiiki” (jap. 失翼の聖域) (28 sierpnia 2013) (Re-recording)
- „Horizon” (jap. ホライゾン Horaizon) (9 lipca 2014)
- „Silent Majority” (9 lipca 2014)
- „blind message” (3 września 2014)
- „RUIN” (20 maja 2015)
- „ENIGMA” (30 marca 2016)
- „Gekkō” (jap. 月光) (3 sierpnia 2016)

DVD
- 独-Dictator-裁 (3 sierpnia 2011)
- Master (30 listopada 2011)